# Les Secrets du paquebot
Pour plus de détails, voir Fiche technique et Distribution.
Les Secrets du paquebot est un téléfilm français réalisé par Christophe Lamotte sur un scénario de Xavier Daugreilh et Marie Vinoy, et diffusé pour la première fois en France le 9 septembre 2023 sur France 3.
Cette fiction est une coproduction d'Authentic Prod et France Télévisions pour France 3,,, réalisée avec la participation de la Radio télévision suisse (RTS) et le soutien de la région des Pays de la Loire.

## Synopsis

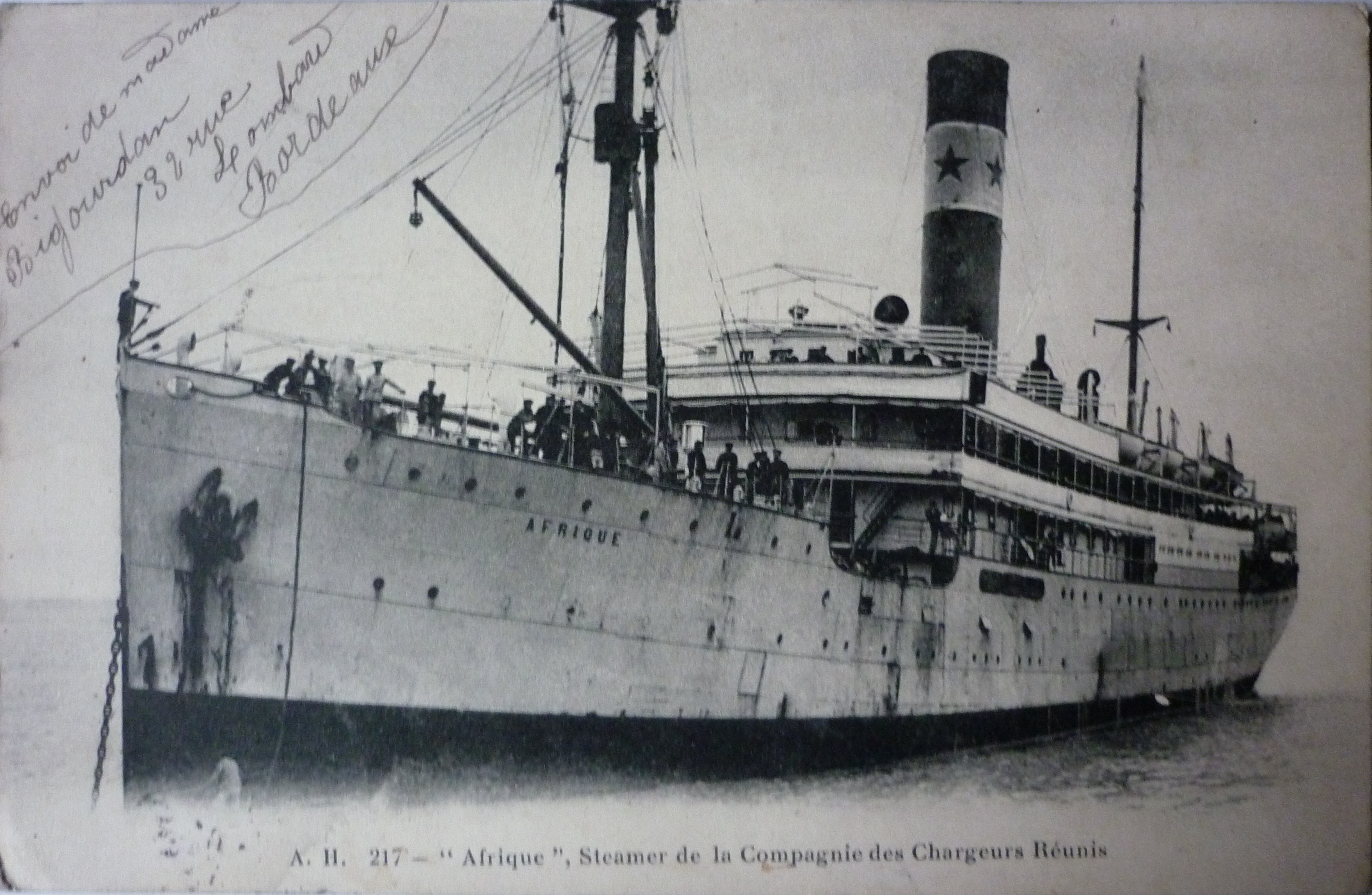
Le paquebot Afrique.

Léa et Grégory enquêtent sur l'assassinat d'un journaliste qui s'intéressait au naufrage du paquebot Afrique qui a sombré le 12 janvier 1920 au large des Sables-d'Olonne, avec à son bord 602 personnes, dont 568 périrent dans le naufrage. De nombreux tirailleurs sénégalais figuraient parmi les victimes.

## Fiche technique
- Titre français : Les Secrets du paquebot
- Réalisation : Christophe Lamotte[1],[2],[3],[4],[5]
- Scénario : Xavier Daugreilh et Marie Vinoy[1],[3],[5]
- Musique : Fabrice Aboulker, Pascal Stive[6]
- Décors : Catherine Jarrier[6]
- Costumes : Charlène Bouyer[6]
- Photographie : Benoit Chamaillard[1],[7]
- Son : Benoît Iwanesco[6]
- Montage : Christine Lucas Navarro
- Production : Aline Panel[1],[2]
- Sociétés de production : Authentic Prod[1],[2] et France Télévisions
- Pays de production :  France
- Langue originale : français
- Format : couleur
- Genre : Drame, Policier[2]
- Durée : 90 minutes[1],[2],[3],[4],[5]
- Dates de première diffusion : 9 septembre 2023 sur France 3[8],[9]

## Distribution

### Police
- Léonie Simaga : capitaine Léa Tounkara
- Arthur Dupont : commandant Grégory Descamps
- Juliette Plumecocq-Mech : commissaire Béatrice Maisonneuve
- Juliette Allauzen : la médecin légiste
- Tobias Nuytten : Rémy Drouet

### Autres personnages
- Muriel Combeau : Irène Lefebvre, directice de SeaShore Cosmetics
- Djibril Pavadé : Souleymane Diouf, descendant d'un tirailleur sénégalais qui a survécu au naufrage du paquebot
- Daisy Miotello : Hawa Tounkara, la mère de Léa
- Jean-Louis Coulloc'h : Michel Collard, le père de Léa
- Maxime Motte : Bruno Ortiz, journaliste
- Thierry Levaret : Olivier Cazade
- Thomas Silberstein : Jordan Perrier
- Mikael Fasulo : Maxime Deshayes
- Marie Zabukovec : Nadège Cazade
- Victoire Bélézy : Samia Kouchy
- Franck Trillot : Antoine Frelat
- Anna Serre : Soizic Le Goff

## Production

### Genèse et développement
Le téléfilm est inspiré de l'histoire méconnue du naufrage du paquebot Afrique qui sombre le 10 janvier 1920 au large des Sables-d'Olonne, après avoir quitté le port de Bordeaux en direction de Dakar avec 602 personnes à bord, dont 192 tirailleurs sénégalais de la Grande Guerre,.
Mais le navire transportait également un trésor de 30 millions de francs-or pour achever la construction de la cathédrale Notre-Dame-des Victoires à Dakar.
Le scénario du téléfilm est écrit par Xavier Daugreilh et Marie Vinoy d'après une idée originale de Xavier Daugreilh, et la réalisation est assurée par Christophe Lamotte,,.
La production est assurée par Aline Panel pour Authentic prod,.

Christophe Lamotte, le réalisateur du téléfilm, confie au quotidien Ouest-France :

« Quand j'ai lu le projet du téléfilm, ça m'a tout de suite plu. Ce que j'aimais beaucoup, c'était l'histoire de ces tirailleurs sénégalais qui ont fait la guerre pour la France, qui ont participé à la reconstruction du pays mais dont le bateau a coulé au moment de rentrer chez eux. C'est tragique. Il n'y a jamais eu de dédommagement depuis pour les familles ou même de vrai procès. On peut dire que c'est tout un pan d'une histoire qui a été oubliée, alors que l'on pourrait la voir comme celle du Titanic français. En la faisant remonter à la surface avec ce téléfilm, c'est une manière pour nous de faire un devoir de mémoire. Aussi bien sur l'accident que sur ces tirailleurs sénégalais. Pour le reste, l'intrigue du polar m'a toujours attiré. Parce que ça parle de notre société, d'une part de nous-même, peut-être la part la plus sombre, mais en tout cas, ça parle de l'homme. »

### Attribution des rôles
Léonie Simaga, l'actrice qui joue le rôle de l'enquêtrice raconte au quotidien Ouest-France comment elle a été amenée à participer au téléfilm : 

« Tout s'est enchaîné très vite. On m'a appelée en octobre pour participer au téléfilm dont le tournage a commencé fin novembre. J'ai évidemment dit oui, notamment parce que j'avais déjà travaillé avec la productrice Aline Panel sur une autre série. Il est vrai que l'histoire m'a aussi beaucoup intéressée parce que je ne la connaissais pas du tout. En tant qu'acteur ou actrice, je trouvais ça important d'évoquer le récit de ce paquebot français, largement méconnu du grand public. Sans compter qu'au fond du sujet, on parle aussi de notre histoire coloniale. Et sur le plateau, la mayonnaise a pris tout de suite. Ce qui m'intéresse aujourd'hui, ce n'est pas uniquement de travailler, mais c'est aussi d'être utile à la société. Donner du sens. C'est difficile, mais c'est ce qui manque parfois. Et quoi de mieux que le faire aux Sables-d'Olonne. Je ne connaissais pas la commune, mais elle me donne envie d'y retourner dès que possible. »

### Tournage
Le tournage se déroule du 21 novembre au 16 décembre 2022 aux Sables-d'Olonne dans le département français de la Vendée dans la région des Pays-de-la-Loire,,.

## Accueil

### Diffusions et audience
En France, le téléfilm, diffusé le 9 septembre 2023 sur France 3, est regardé par 3 100 000 téléspectateurs et se classe second en termes d'audience.

### Accueil critique
Pour le magazine Télé 7 jours, « Illustré par de nombreuses images d'archives, ce polar à l'intrigue bien ficelé a le mérite de sortir de l'oubli l'un des naufrages les plus meurtriers de l'histoire maritime française ».
Le quotidien Le Parisien estime que « ce polar sur fond de secrets de famille et de relation amoureuse se regarde gentiment. Mais, malgré le sujet très intéressant, il bafouille parfois. Dommage ».
Pour Jérémie Dunand, du site Allociné, le téléfilm « a le mérite de sortir de l'oubli le naufrage du paquebot Afrique, qui semble avoir été effacé de la mémoire collective alors qu'il reste aujourd'hui la pire catastrophe de l'histoire de la marine civile française. À l'aide d'images d'archives bienvenues, ce téléfilm documenté revient sur la tragédie qui a frappé l'Afrique dans la nuit du 12 au 13 janvier 1920, alors que ce fleuron de la flotte navale venait d'entreprendre son 58e voyage, avec un peu plus de 600 passagers à son bord. Le paquebot, aujourd'hui considéré comme le "Titanic français", a fait naufrage au large des côtes vendéennes, causant la mort de 570 personnes par noyade, parmi lesquelles se trouvaient 200 tirailleurs sénégalais, qui rentraient chez eux après la Première Guerre mondiale. Tout en essayant de réhabiliter la mémoire de ces tirailleurs sénégalais, Les Secrets du paquebot tisse une enquête bien ficelée, qui se laisse suivre avec plaisir et ne lésine pas sur les rebondissements. Seuls bémols : une dernière partie un peu décevante, qui ne tient pas toutes ses promesses, et un mystère relié un peu trop artificiellement à un fait historique trop méconnu, qui aurait mérité d'être le sujet central d'un téléfilm historique ».
Thomas Destouches, du magazine Télé-Loisirs, émet lui aussi de sérieuses réserves : « L'histoire vraie de L'Afrique donne une assise, un cadre et une dynamique à l'intrigue de ces Secrets du paquebot. Elle accroche en outre immédiatement l'attention, donnant envie, à peine le générique de fin entamé, de démêler le vrai du faux entre fiction et réalité et de faire des recherches complémentaires pour en savoir plus. Mais, si cette base est aussi solide que passionnante, le déroulement de l'intrigue policière, en proie à de sérieux trous d'air rythmiques, se révèle moins consistant. Il en va de même pour la caractérisation du duo d'enquêteurs : en faire des ex-conjoints, qui doivent résoudre une enquête tout en pansant leurs blessures émotionnelles, donne la désagréable impression d'un déjà-vu paresseux ».